# مشهد مورن الثقافي
شبه جزيرة لي مورني برابانت هي شبه جزيرة تقع في أقصى الجنوب الغربي من جزيرة موريشيوس، وهو الجانب الأكثر عرضة للرياح من الجزيرة. من أبرز معالمها صخرة بازلتية مفردة هائلة تقع قمتها على ارتفاع 556 متر فوق مستوى سطح البحر والتي تشكل أهم معالم الجزيرة. تمتد هذه الصحرة على مساحة 12 هكتار وتوجد العديد من الكهوف في الجانب الشديد الانحدار من هذه الصخرة ومحاطة ببحيرة مالحة لتشكل معلم جذب سياحي. كما تعتبر ملجأ لبعض أندر النباتات في العالم مثل الكركدية الهشة، كما يوجد نبات تروشيتا بوتونيانيا Trochetia boutoniana الذي ينمو فقط على جوانب هذا الجبل.

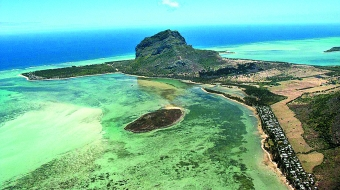

وقد أشتهر هذا المكان في القرن التاسع عشر اتخذ العبيد الهاربين شبه الجزيرة ملجأ له وبعد إلغاء الرق في موريشيوس سافر مجموعة من الشرطة في 1 فبراير 1835 إلى شبه الجزيرة ليخبروا العبيد بأنهم أصبحوا أحرار، لكن العبيد لم يفهموا مقصد الشرطة ليلقوا أنفسهم من أعلى التل ويموتوا. ومنذ ذلك اليوم يعتبر هذا اليوم احتفالاً في موريشيوس لتخليد ذكرى أبطال العبيد.
ترشحت شبه جزيرة لي مورني برابانت للدخول في مواقع التراث العالمى بأفريقيا في سنة 2003. ودخلت بشكل رسمي في سنة 2008.

## التأثيرات الجمالية والثقافية
جاء في تعقيب اليونسكو على إضافة شبه الجزيرة إلى مواقع التراث : بأن شبه جزيرة لي مورني برابانت ثاني موقع بعد أبرافاسي غات ينضمن إلى مواقع التراث العالمي حيث يرتبط الأول بعقود العمل طويلة الأمد والثاني بالرقيق وكلاهما أحداث تاريخية ساهمت في تشكيل موريشيوس الحديثة. فقد شكلت الإثنتين ارتباط فريد بين جزيرة في المحيط الهندي والعالم الخارجي. وقد روجت اليونسكو رمزية الموقعين كمأساتين إنسانيتين، لتعزيز فهم أفضل لتلك الصفحات المظلمة من التاريخ.